# Umberto Giovine
Umberto Giovine (Firenze, 16 ottobre 1941 – Pescara, 14 novembre 2022) è stato un politico e giornalista italiano.

## Biografia
Nel 1968 si rese protagonista del dirottamento di un volo di linea diretto ad Atene dall' Aeroporto di Parigi Orly, in segno di protesta contro la dittatura dei colonnelli. Sostenuto dall'opinione pubblica e dal ministro della difesa italiana Pietro Nenni, venne condannato a otto mesi di carcere in Francia.
Rientrò a Firenze e fondò agli inizi degli anni settanta il giornale Il Nuovo, considerato il primo tabloid italiano.
Nel 1978 divenne direttore del periodico Critica Sociale, subentrando al suo maestro Ugoberto Alfassio Grimaldi. Vicino al pensiero craxiano, con Gianfranco Miglio fondò nel 1995 il Partito Federalista. Successivamente venne candidato nel 1996 con Forza Italia ed eletto alla Camera.

## Vita privata
Umberto Giovine ebbe cinque figli.

## Opere
- Il banditismo in Italia del dopoguerra, 1974, Bompiani
- La piovra greca, 1974, Milano, Fabbri Editori